# 227
El 227 (CCXXVII) fou un any comú començat en dilluns del calendari julià.

## Esdeveniments
- Inici del regnat llegendari de Cormac mac Airt a Irlanda.[1]
- El rei Artaxerxes I annexiona el seu nou imperi d'est a nord-oest. Conquereix, amb el seu exèrcit, les províncies de Choràsmia, Sistan i l'illa de Bahrain al golf Pèrsic.Pèrsia domina tots els territoris parts.[2]